# Machisme
 (septembre 2008).
Si vous disposez d'ouvrages ou d'articles de référence ou si vous connaissez des sites web de qualité traitant du thème abordé ici, merci de compléter l'article en donnant les références utiles à sa vérifiabilité et en les liant à la section « Notes et références ».

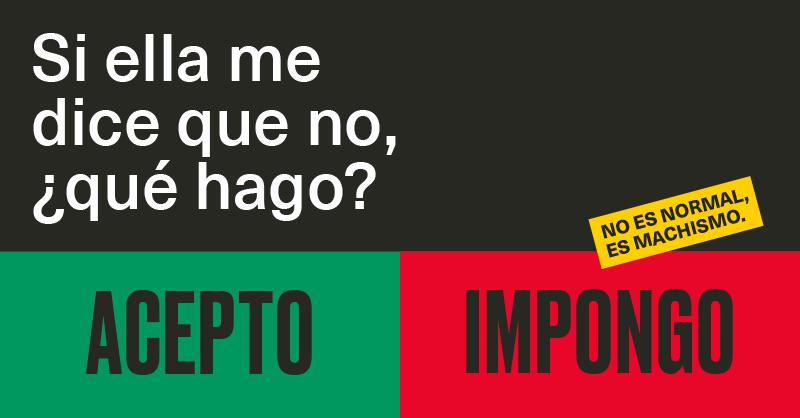
« Si elle me dit non, que fais-je ? 1) J'accepte 2) J'impose (ce n'est pas normal, c'est du machisme)». Affiche de la mairie de Madrid contre le machisme, 2018.

Le machisme, avec ses dérivés « machiste » et « macho », désigne la tendance de personnes à mettre en avant de manière exacerbée et exclusive la virilité des hommes et de croire que les femmes leur seraient inférieures dans tous les domaines ou dans les domaines prestigieux, pensant ainsi qu'il est logique qu'elles soient cantonnées aux tâches subalternes.
Le machisme implique souvent la phallocratie (seuls les hommes décident ou ont le pouvoir de décider dans les domaines les plus importants) et peut impliquer la misogynie.
Pendant les mouvements de libération des femmes dans les années 1960 et 1970, le terme a été utilisé en Amérique latine par les féministes pour décrire l'agression et la violence masculine ainsi que la masculinité toxique. L'expression est utilisée par les féministes et les universitaires pour décrire et critiquer la structure patriarcale dans les rôles de genre dans les communautés latino,.

## Histoire du mot

### Étymologie
Ce terme vient de l'espagnol macho, qui signifie « mâle ». Le terme espagnol macho, au sens propre, est utilisé pour parler des animaux. Le terme peut parfois avoir le sens de « courageux » ou de « valeureux », mais machista a rarement une connotation aussi méliorative, ou positive.
Cependant, il faut remarquer que dans la culture nahuatl l'expression Macho n'a rien à voir avec la dérivation du latin « mascŭlus » du mot « macho ». Il veut dire exemplaire, c'est-à-dire, digne d'être imité, de là que dans le Mexique se prête à une confusion l'usage de ce mot s'il ne va pas accompagné de plus grandes précisions.
Dans la Francophonie, le terme est souvent employé de manière péjorative.

### En langue anglaise
Dans la langue anglaise, l'un des sens porté par le mot, à l'origine, est le sens de masculinité et de l'auto-suffisance, un concept associé à un fort sens de la fierté masculine: une masculinité exagérée. Le mot machismo trouve ses orgines dans les décennies 1940 et 1950 et prend son essor dans la culture populaire de la décennie 1960. Quand le terme est associé à la responsabilité de l'homme pour fournir, protéger et défendre sa famille machismo est fortement et systématiquement associé à la dominance, l'aggression, le grandstanding, et l'incapacité de nurture. Le Machisme est profondément ancré dans la dynamique des familles et la culture de l' Amérique latine et est spécifique à la région.

### Espagne et Portugal
Le mot macho a une longue histoire à la fois en Espagne et au Portugal, et dans les langues espagnole et portugaise. Le mot Macho en portugais comme en espagnol est strictement masculin, dérivé du latin mascŭlus, qui signifie "male". À l'origine, le mot est associé avec le role sociétal idéal que les hommes sont supposés jouer dans leur communauté, et plus particulièrement les pays et sociétés de langues ibériques. La phrase Ser macho (littéralement, "être macho") était une aspiration pour chaque garçon